# Бєлік Сергій Никанорович
Бєлік Сергій Никанорович (нар. 2 грудня 1953, Одеса, Українська РСР, СРСР) — радянський і український живописець, член Національної спілки художників України (1987).

## Життєпис
У 1973 році закінчив Одеське художнє училище (викладач за фахом — К. В. Філатов). Від 1974 року працював у Художньому фонді Спілки художників України, з 1990 — на творчій роботі. З 1975 року учасник міських, від 1978 року республіканських, від 1983 року всесоюзних та закордонних виставок в Італії (1980, 1981), Японії, Німеччині (1984—1986), США (1984—1986, 1994), Франції (1990—1995), Великої Британії (1997) та Голландії (1998).
Мав персональні виставки у США (Сан-Франциско, Нью-Йорк, Вашингтон, 1994, 2000—2001), Голландії (Утрехт, 1997), Україні (Одеса, 1999) та Німеччині (Регенсбург, 2002).
Твори зберігаються в художніх музеях Чернігова, Ізмаїла, Києва та Одеси.

## Вибрані твори
- «Річ у собі» (1986),
- «Натюрморт з апельсинами» (1989)[2].